# Vtáčkovce
Vtáčkovce est un village de Slovaquie situé dans la région de Košice.

## Histoire
Première mention écrite du village en 1427.

## Démographie

### Évolution de la population
| Année:               | 1994. | 2004.    | 2014.    | 2024.    |
| -------------------- | ----- | -------- | -------- | -------- |
| Nombre de personnes: | 572   | 829      | 1035     | 1305     |
| Différence:          |       | +44,93 % | +24,84 % | +26,08 % |

| Année:               | 2023. | 2024.   |
| -------------------- | ----- | ------- |
| Nombre de personnes: | 1279  | 1305    |
| Différence:          |       | +2,03 % |